# Parafia Najświętszego Serca Pana Jezusa w Kramarzynach
Parafia Najświętszego Serca Pana Jezusa w Kramarzynach – parafia rzymskokatolicka, znajdująca się w diecezji pelplińskiej, w dekanacie Bytów.